# Gagauz nyelv
A gagauz nyelv (gagauzul: gagauz dili vagy gagauzça) egy török nyelv, melyet a gagauzok beszélnek Moldova déli részén, Gagauziában, ahol elvben hivatalos státusza is van, de a valóságban az oktatást, a hivatali életet és a médiát az orosz nyelv uralja, csak nagyon keveset használják a gagauzt. Körülbelül 150 000-en beszélik anyanyelvi szinten.

## Írás
Eredetileg görög betűkkel írták. 1957-től cirill írással írták, egészen 1996-ig, mikor áttértek a ma is használatos latin írásra, melyet a török ábécé alapján alakítottak ki.

## Lásd még
- Gagauzia
- Moldova
- Török nyelv

## Külső hivatkozások
- A Yaşa, Halkım című gagauz dal Andrey İvanov előadásában
- A Concise Gagauz-English dictionary with etymologies and Azerbaijani and Turkmen cognates Rajki András oldaláról